# افرائین آمسکوا
افراین آمزکیوا (اسپانیایی: Efraín Amézcua‎) یک بازیکن فوتبال اهل مکزیک است.
وی همچنین در تیم ملی فوتبال مکزیک بازی کرده‌است.